# Sistema del complement

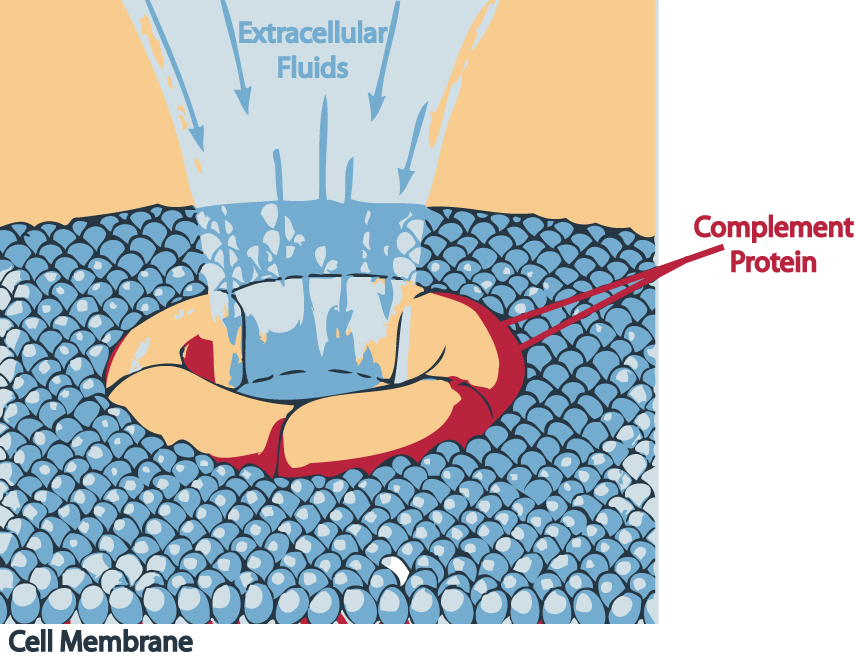
Dibuix d'un complex d'atac a la membrana format sobre una membrana biològica

El sistema del complement o, simplement, complement és un conjunt de proteïnes plasmàtiques i de la superfície cel·lular que participen en diversos aspectes del sistema immunitari. És una part del sistema immunitari inespecífic és a dir que no és adaptable i que no canvia al llarg de la vida d'un individu; per tant, pertany al sistema immunitari innat. Tanmateix, pot ser reclutat i portat a l'acció pel sistema immunitari adaptatiu.
El sistema del complement consisteix en una sèrie de petites proteïnes presents a la sang, que normalment circulen com a zimògens. Quan són estimulades per un d'entre diversos senyals, proteases del sistema fragmenten unes proteïnes específiques per a alliberar citocines i iniciar una cascada creixent de fragmentacions addicionals. El resultat final d'aquesta cascada d'activació és una amplificació massiva de la resposta i una activació del complex d'atac a la membrana, que mata cèl·lules. Més de vint proteïnes i fragments proteics formen el sistema del complement, incloent-hi proteïnes sèriques, proteïnes seroses i receptors de membrana cel·lular. Aquestes proteïnes són sintetitzades principalment al fetge, i representen un 5% de la fracció de globulina del sèrum sanguini.
Hi ha tres rutes bioquímiques que activen el sistema del complement: la ruta clàssica del complement, la ruta alternativa del complement i la ruta de la lectina d'unió a mannosa.

## Història
A finals del segle xix, es descobrí que el sèrum sanguini contenia un «factor» o «principi» capaç de matar bacteris. El 1896, Jules Bordet, un jove científic belga que treballava a l'Institut Pasteur de París, demostrà que aquest principi podia ser dividit en dos components: un component termoestable davant la calor i un component termolàbil (és a dir, que perd la seva efectivitat si s'escalfa el sèrum). Es descobrí que el component termoestable oferia immunitat davant de microorganismes específics, mentre que el component termolàbil era el responsable de l'activitat antimicrobiana no específica oferta pel sèrum normal. Aquest component termolàbil és el que actualment es denomina complement.
El terme «complement» fou encunyat per Paul Ehrlich a finals de la dècada del 1890, com a part de la seva teoria del sistema immunitari. Segons aquesta teoria, el sistema immunitari consisteix en cèl·lules que tenen receptors específics a la superfície per a reconèixer antígens. Una vegada s'ha adquirit immunitat a un antigen, es produeixen més receptors d'aquest tipus, i posteriorment són secretats per les cèl·lules perquè circulin a la sang. Aquests receptors, que actualment reben el nom d'anticossos, foren denominats «amboceptors» per Ehrlich per a emfatitzar-ne la capacitat d'unió bifuncional; reconeixen i s'uneixen a un antigen específic, però també reconeixen i s'uneixen al component antimicrobià làbil del sèrum fresc. Per tant, Ehrlich donà el nom de «complement» a aquest component làbil, car és una part de la sang que complementa les cèl·lules del sistema immunitari.
Ehrlich creia que cada amboceptor específic a un antigen tenia el seu propi complement específic, mentre que Bordet creia que només existeix un tipus de complement. A principis del segle xx es resolgué aquesta controvèrsia quan es descobrí que el complement pot actuar o bé en combinació amb anticossos específics, o bé per si sol de manera no específica.

## Fisiologia

Les rutes del complement clàssica i alternativa

Les tres rutes generen variants homòlogues de la proteasa C3-convertasa. La ruta clàssica del complement generalment requereix anticossos per a activar-se (resposta immunitària específica), mentre que la ruta alternativa i la ruta de la lectina d'unió a mannosa poden ser activades per hidròlisi de C3 o antígens sense la presència d'anticossos (resposta immunitària no específica). En les tres rutes, una C3-convertasa fragmenta i activa el component C3, creant C3a i C3b i causant una cascada de més fragmentacions i activacions. El C3b s'uneix a la superfície dels patògens, causant una major internalització per part de les cèl·lules fagocitàries per opsonització. C5a és una important proteïna quimiotàctica que contribueix a reclutar cèl·lules inflamadores. Tant el C3a com el C5a tenen una activitat anafilatòxica, desencadenant directament la desgranulació dels mastòcits i incrementant la permeabilitat de la membràna i les contraccions dels músculs llisos. El C5b inicia la ruta d'atac a la membrana, que resulta en el complex d'atac a la membrana (MAC), compost de C5b, C6, C7, C8 i C9 polimèric. El MAC és el producte final citolític de la cascada del complement; forma un canal transmembrànic, que causa una lisi osmòtica de la cèl·lula diana. Les cèl·lules de Kupffer i altres tipus de macròfags contribueixen a eliminar els patògens coberts pel complement. Com a part del sistema immunitari innat, els elements de la cascada del complement es troben en espècies no vertebrades; la més recent, la cassola de les Moluques (una espècie protòstoma), indicant que l'origen del sistema es remunta més enrere del que es pensava antigament.

### Ruta clàssica
| Nomenclatura dels fragments de C2 |
| --- |
| Els llibres de text d'immunologia defineixen de manera diferent els fragments C2a i C2b quant a quin dels dos és més petit; tanmateix, es pot dir amb certesa que el C2a és més petit. En una de les referències d'aquest article, publicada ja el 1999, es diu que: "També és útil ser conscients que el framgent actiu més gran del C2 fou originalment designat C2a, i encara rep aquest nom en textos i obres d'investigació. Aquí, per consistència, donarem el nom de b a tots els fragments grans del complement, de manera que el fragment més gran del C2 serà denominat C2b. En les rutes clàssica i de la lectina d'unió a la mannosa, l'enzim C3 convertasa es forma a partir de C4b unit a la membrana amb C2b." (p. 341). Aquesta nomenclatura és utilitzada en una altra referència: "(Cal remarcar que, en textos antics, el fragment més petit rep sovint el nom de C2b, i el més gran és denominat C2a per raons històriques)." (p. 332). Tanmateix, en les referències següents es barregen les designacions. |
| Existeixen obres en què els fragments més grans i més petits reben el nom de C2a i C2b, respectivament, i obres on es fa la designació oposada. |

La ruta clàssica és desencadenada per l'activació del complex C1 (C1q, C1r, i C1s), que té lloc quan el C1q s'uneix a la ImG o ImG complexades amb antígens (una única IgM pot iniciar la ruta, però calen múltiples IgG), o quan el C1q s'uneix directament a la superfície del patogen. Aquesta unió causa canvis conformacionals en la molècula de C1q, cosa que comporta l'activació de dues molècules de C1r (una serina-proteasa). Aleshores fragmenten el C1s (una altra serina-proteasa). El complex C1 s'uneix a i fragmenta el C4 i el C2, produint C4a, C4b, C2a i C2b. La inhibició del C1r i el C1s és controlada per l'inhibidor del C1. El C4b i el C2b s'uneixen per a formar la C3 convertasa de la ruta clàssica (complex C4b2b), que promou la fragmentació del C3 en C3a i C3b; el C3b s'uneix posteriorment amb el C4b i el C2b (la C3 convertasa) per a produir C5 convertasa (complex C4bC2bC3b).
La C3 convertasa pot ser inhibida pel factor accelerador de la degradació (DAF), que s'uneix a les membranes plasmàtiques dels eritròcits mitjançant una àncora GPI.

### Ruta alternativa
La ruta alternativa és desencadenada per la hidròlisi de la C3 directament a la superfície d'un patogen. No depèn d'una proteïna d'unió al patogen com les altres rutes. En la ruta alternativa, la proteïna C3 és produïda al fetge, i posteriorment fragmentada en C3a i C3b per enzims de la sang. Si no hi ha patògens a la sang, els fragments de proteïna C3a i C3b seran desactivats. Tanmateix, si hi ha un patogen, una part del C3b és unida a la membrana plasmàtica del patogen. Després, s'uneix al factor B. Aquest complex és posteriorment fragmentat pel factor D en Ba i la C3 convertasa de la ruta alternativa, Bb.
El complex C3bBb, que "s'enganxa" a la superfície del patogen, actua tot seguit com una "serra mecànica", catalitzant la hidròlisi de la C3 de la sang en C3a i C3b, cosa que afecta positivament el nombre de C3bBb enganxats a un patogen.
Després de la hidròlisi de la C3, el C3b es complexa per a esdevenir C3bBbC3b, que fragmenta el C5 en C5a i C5b. Se sap que el C5a i el C3a desencadenen la desgranulació dels mastòcits. El C5b es complexa amb el C6, C7, C8 i C9 (C5b6789) per a formar el complex d'atac a la membrana (MAC), que s'insereix a la membrana cel·lular, hi obre un forat, i comença la lisi de la cèl·lula.

### Ruta de la lectina d'unió a mannosa
La ruta de la lectina és homòloga a la ruta clàssica, però amb l'opsonina, la lectina d'unió a mannosa (MBL) i ficolines, en lloc de C1q. Aquesta ruta és activada per la unió de lectina d'unió a mannosa a residus de mannosa situats a la superfície del patogen, que activa les serina-proteases associades a l'MBL, MASP-1 i MASP-2 (molt similars al C1r i el C1s, respectivament), que poden fragmentar el C4 en C4a i C4b i el C2 en C2a i C2b. Aleshores, el C4b i el C2b s'uneixen per a formar la C3 convertasa, com en la ruta clàssica. Les ficolines són homòlogues a l'MBL i funcionen per mitjà d'aquesta ruta de manera similar. En els invertebrats, que manquen d'un sistema immunitari innat, les ficolines s'expandeixen i les seves especificitats d'unió es diversifiquen per a compensar per la manca de molècules de reconeixement específiques dels patògens.

## Regulació del sistema del complement
El sistema del complement té el potencial de causar grans danys als teixits hostes, cosa que significa que la seva activació ha d'estar ben regulada. El sistema del complement està regulat per proteïnes de control del complement, que estan presents al plasma sanguini en una concentració més alta que la de les proteïnes del complement. Algunes proteïnes de control del complement estan presents a les membranes de les cèl·lules pròpies, evitant que el complement les ataqui. N'és un exemple la CD59, també coneguda com a protectina, que inhibeix la polimerització del C9 durant la formació del complex d'atac a la membrana.

## Rol en les malalties
Es creu que el sistema del complement podria tenir un paper en moltes malalties amb un component immunitari, com ara la síndrome de Barraquer-Simons, l'asma, el lupus eritematós, la glomerulonefritis, diverses formes d'artritis, les malalties autoimmunitàries cardíaques, l'esclerosi múltiple, les malalties inflamatòries intestinals, i ferides d'isquèmia-reperfusió. El sistema del complement sembla estar implicat també en malalties del sistema nerviós central com ara la malaltia d'Alzheimer i altres malalties neurodegeneratives.
Les deficiències de la ruta terminal predisposen tant a malalties autoimmunitàries com a infeccions (especialment la meningitis Neisseria, a causa del paper que juga el complex C56789 a l'hora d'atacar bacteris gramnegatius).
S'han associat mutacions en els reguladors del complement factor H i proteïna cofactor de membrana amb la síndrome hemolítica urèmica atípica. A més, un polimorfisme de nucleòtid simple del factor H (Y402H) ha estat associat amb la malaltia ocular comuna de la degeneració macular per edat. Actualment es considera que ambdós trastorns es deuen a una activació aberrant del complement sobre teixits propis.

## Manipulació per infeccions
Investigacions recents han suggerit que el sistema del complement es troba alterat en la sida, el que contribueix a perjudicar el sistema immunològic, i per tant, l'organisme.